# Erich Koschik
Erich Koschik, född 3 januari 1913, död 21 juli 1985, var en tysk kanotist.
Koschik blev olympisk bronsmedaljör i C-1 1000 meter vid sommarspelen 1936 i Berlin.